# Große Burgstraße 22 (Plau am See)

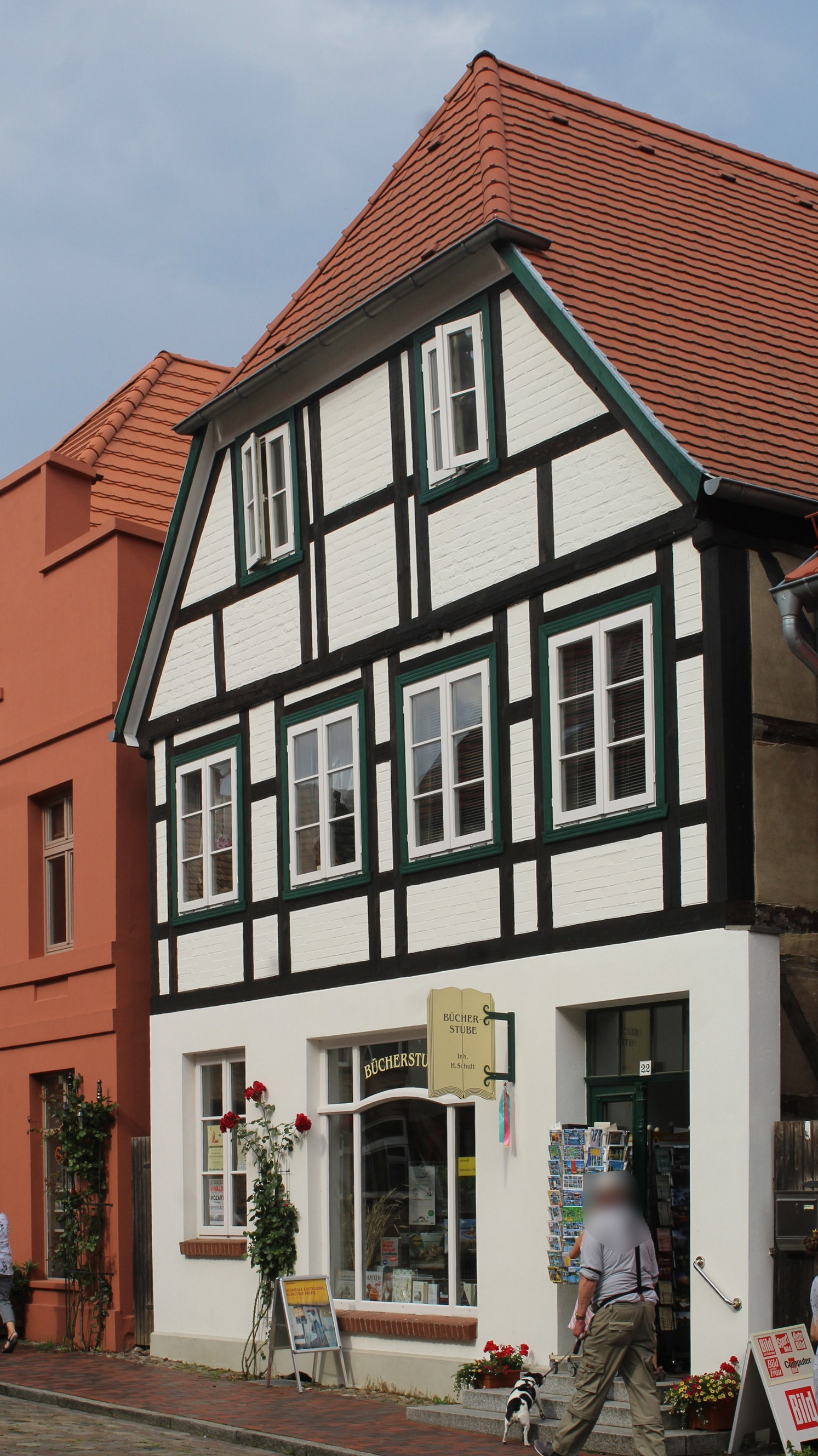

Das Wohn- und Geschäftshaus Große Burgstraße 22 in Plau am See (Mecklenburg-Vorpommern), an der Ecke Kleine Burgstraße, wurde vermutlich im 18. Jahrhundert gebaut.
Das Gebäude steht unter Denkmalschutz.

## Geschichte
Plau am See ist im 13. Jahrhundert entstanden und wurde 1235 erstmals als Stadt erwähnt.
Das zweigeschossige verputzte weiße Giebel-Fachwerkhaus mit verschlämmten Ausfachungen aus Steinen und einem Krüppelwalmdach wurde nach dem Stadtbrand von 1756 gebaut. In dem 1997/98 im Rahmen der Städtebauförderung sanierten Gebäude befinden sich eine Buchhandlung und Wohnungen.